# Youb
Youb est une commune , située dans la wilaya de Saïda, à l'Ouest du pays. Youb est située à 42 km à l'ouest du chef-lieu de wilaya et compte environ 17 000 habitants.

## Histoire
La commune abrite le site préhistorique de Timzighine, qui constitue un monument classé en Algérie.
Avant l'indépendance, elle portait le nom de Berthelot, et après l'indépendance elle avait le nom Daoud. C'est une région essentiellement agricole, située dans une zone forestière. Durant la guerre civile algérienne des années 1990, beaucoup d'habitants des zones rurales de la région de Saïda et même de Sidi-bel-abbès ont fui leurs villages pour vivre dans la commune de Youb. Mais jusqu'à aujourd'hui, les populations sont restées sans retourner à leurs maisons, bien qu'ils aient bénéficié des aides de l’État pour recommencer leurs activités agricoles. En juin 2005, une partie de la forêt de Sidi Douma, située dans la commune, a été ravagée par un important incendie.

## Personnalités liées
- Madeleine Mouton (1910-1948), l'« empoisonneuse de Berthelot » guillotinée en 1948 à Sidi Bel Abbès.